# Vila juvenil
Vila juvenil (em hebraico: כפר נוער; romaniz.: Kfar No'ar) é um modelo de internato desenvolvido no proto-estado de Israel na década de 1930 para cuidar de grupos de crianças e adolescentes fugidos do nazismo. Tinham como missão instruir jovens judeus vindos da Europa, cujos pais estavam impossibilitados de partir de seus países de origem.